# الحملة العباسية على آسيا الصغرى (830)
الحملة العبَّاسِيَّة على آسيا الصُّغرى أو الغزُو الإسلامِيُّ لآسيا الصُّغرى أو الحَملةُ المأمُونيَّة الأولى على الرُّوم (مُنتصف جُمادى الأولى 215 هـ / يُوليو 830 م)، هي أولُ حملة عسكريَّة قادها الخليفةُ العبَّاسِيُّ السَّابع عَبدُ الله المأمُون بنفسه وجُزءًا من مجموع حملاته ضد الرُّوم، بهدف الإغارة وفتح حُصون في منطقة الثُّغور كانت تحت سُلطة الإمْبَراطُوريَّة البيزَنْطِيَّة.

## المعركة
سار الخليفة المأمُون على رأس الجيش العبَّاسيّ، مُنطلقًا مِن مدينة السلام، للتوجُّه في أوَّل حملةٍ جِهاديَّة بقيادته ضد الرُّوم، وذلك في أواخر شهر مُحرَّم 215 هـ / أواخر مارس 830 م، وقد استخلف على بَغْدَاد، القائد إسحاق بن إبراهيم الخُزاعيّ، وولاه مع ذلك، أرض السواد، وحلوان، وكور دجلة، فلما صار المأمُون بتكريت قدم عليه مُحَمَّد بن علي، المعروف بالإمام مُحَمَّد الجواد، فلقيه بها، فأجاره، وأمره بالزواج بابنته أم الفَضْل، فتزوجها، وكان ذلك في الأوَّل مِن صَفَر 215 هـ / الثَّاني مِن أبْريل 830 م، وسار المأمُون على طريق المَوْصِل، حتى صار إلى منبج، ثم إلى دابق، ثم إلى أنطاكية، ثم إلى المصيصة وطرسُوس من ضمن أراضي الخِلافَة، ودخل منها إلى بلاد الرُّوم، في مُنتصف جمادَى الأولى / أوائل يوليو، ورحل العبَّاس بن المأمُون من ملطية، فأقام المأمُون على حصن قرة وحاصرها، حتى افتتحه عنوةً، وهدمه في السَّابِع والعُشْرُون مِن جمادى الأولى / الخامِس والعُشْرُون مِن يوليو، وقيل إن أهله طلبوا الأمان فأمنهم المأمُون.
كما فتح قبله حصن ماجدة بالأمان، ووجَّه القائد أشناس التركي إلى حصن سندس، فأتاه برئيسه، ووجه القائدين عجيف بن عنبسة، وجعفر الخياط، إلى صاحب حصن سنان، فسمع وأطاع، وفي هذه الأثناء، عاد أبُو إسحاق من مصر، فلقي الخليفةُ المأمُون قبل دخولِه المَوْصِل، وبعد نهاية الحملةُ العسكريَّة العبَّاسيَّة، عاد الخليفة المأمُون إلى دِمَشْق.

## ما بعد المعركة
شعر البِيزنطيُّون بضعف القرار والتصدَّي للقُوات العبَّاسِيَّة، فقرروا الإغارة على طَرسُوس والمُصيصة، حيث قتلوا نحوًا من 1600 من أهاليهما ونهبوها، مما أغضب الخليفة المأمُون، وقرر العودة بنفسه لتأديب الرُّوم مرةً أُخرى على ما قاموا به، حيث قام بحملة انتقاميَّة ثانية في منطقة الثُّغور بعد سنة من أحداث حملته الأولى.

### فهرس المنشورات
1. 1 2 3 4  الطبري (2004)، ص. 1816.
2. ↑  الطبري (2004)، ص. 1817.

### معلومات المنشورات كاملة
الكتب مرتبة حسب تاريخ النشر
- محمد بن جرير الطبري (2004). تاريخ الأمم والملوك، تاريخ الطبري: طبعة مقدم لها بتوضيح في أسانيد الطبري وبيان المؤاخذات عليها، وصححت النسخة على أصح النسخ الموجودة، وخدمت بفهارس للآيات وفهارس للأحاديث، وفهارس للموضوعات. مراجعة: أبو صهيب الكرمي. عَمَّان: بيت الأفكار الدولية. ISBN:978-9957-21-152-3. OCLC:956977290. QID:Q123224476.